# Osman III.
Osman III. (osmansko turško عثمان ثالث‎, ‘Osmān-i sālis) je bil od leta 1754 do 1757 sultan Osmanskega cesarstva, * 2. januar 1699, Edirne, Osmansko cesarstvo, † 30. oktober 1757, Carigrad, Osmansko cesarstvo.

## Zgodnja leta
Osman III. je bil mlajši polbrat sultana Mahmuda I. Po očetovi odstavitvi leta 1703 je bil odpeljan v Carigrad in kot kandidat za osmanski prestol zaprt v kafes. V kafesu je živel 51 let.
17. aprila 1705 je bil skupaj z drugimi princi v tajnosti obrezan in postal član Ahmedovega spremstva. Kasneje je spremljal sultana na izletih po mestu in iz mesta. 1. oktobra 1730 je osmanski prestol zasedel starejši brat Mahmud I. in  Osman je postal prvi kandidat za njegovega naslednika.

## Vladanje
Osman III. je osmanki prestol nasledil po smrti Mahmuda I. 13. decembra 1754. Ker je  večino življenja preživel kot zapornik v cesarski palači, je imel nekaj vedenjskih posebnosti. V nasprotju s prejšnjimi sultani je sovražil glasbo in vse glasbenike izgnal iz palače. Po besedah barona de Totta je bil jezen in skromen tip vladarja.
Po prihodu na prestol je najprej izbral svoje ožje sodelavce. Spremembe, ki jih je med svojim vladanjem izvedel na najvišjih ravneh državne uprave, zlasti pri velikih vezirjih, se štejejo za poskus zmanjšanja izredno velike obremenitve popustljivih oblasti pod prejšnjimi sultani.
V hudem neurju marca 1756 je egiptovski galeon v temi nasedel na obalo v Kumkapiju. 600 potnikov zaradi neurja ni bilo mogoče evakuirati. Sultan, ki je uspel priti na obalo, je rešil vse potnike z vleki iz mestne ladjedelnice. Po brodolomu je naročil gradnjo svetilnika, da bi preprečil podobne incidente.
Prva povorka po njegovem ustoličenju je bila 14. decembra 1754. Januarja 1755 je cesarstvo zejel izjemen mraz, zato takratni zgodovinarji v tem času ne omenjajo nobenega dogodka. Sultan je leta 1757 objavil ferman, s katerim je ohranil status quo več mest v Sveti deželi, svetih za kristjane, muslimane in Jude.
V drugem letu vladanja je Osman izgubil mater Šehsuvar Sultan, ki je bila tesno povezana z njegovo religioznostjo. Za njo je zaradi bolezni 22. decembra 1756  umrl tudi najviše rangirani princ Mehmed. Po navedbah virov se je prinčevega pogreba, ki sta ga vodila veliki vezir in šejk al-islam, udeležilo 5000 ljudi. Po cesarstvu so se širile govorice, da je bil princ zastrupljen na pobudo Osmanovega naslednika Mustafe III.
Sultan je objavil več ukrepov proti razbojništvu v Anatoliji in Rumeliji, kar kaže,   da se je zanimal tudi za te zadeve. Nekaj ukrepov je bilo sprejetih proti plemenoma Bozulus in Cihanbejli, Armencem zaradi pretresov v Iranu, bandam okoli  Erzuruma in Sivasa in slavnemu razbojniku Karaosmanoğlu Hadži Mustafa Agi, katerega so nazadnje ujeli in obglavili. Njegovo glavo so  5. decembra 1755 prinesli v Carigrad.

### Gradnje
Osman je znan po tem, da je zgradil mošejo Nuruosmanye, katere gradnja se je začela med vladanjem Mahmuda I. Kompleks Nuruosmanye, ki je bil nekaj časa znana tudi kot Osmanye, je bil sestavljen iz mošeje, treh šol, medrese, proizvodnje, knjižnice, mavzoleja, prenočišč, vodnjaka, fontane, gostišča  in trgovine.
Leta 1755–1756 je zgradil novo mestno četrt, v kateri so bile palača  Üsküdar z vrtom, hiše in trgovine. Zgradil je tudi  mošejo Ihsanye s pripadajočimi zgradbami.
Fontano, ki jo je zgradil leta 1755-1756, so po 122 letih podrli.

## Smrt
Umrl je v noči na 30. oktober 1757. Zgodaj zjutraj je potekala ceremonija, na kateri so za novega sultana imenovali bratranca Mustafo III. Novi sultan je ukazal, da se  Osmana pokoplje  v mavzoleju Nove džamije in ne v  Nuruosmanye.

## Vira
- Haskan, Mehmet Nermi (2001). Yüzyıllar boyunca Üsküdar - Volume 3. Üsküdar Belediyesi. str. 1332. ISBN 978-9-759-76063-2.
- Sakaoğlu, Necdet (2015). Bu Mülkün Sultanları. Alfa Yayıncılık. ISBN 978-6-051-71080-8.

| Osman III. Osmanska dinastijaRojen: 2. januar 1699 Umrl: 30. oktober 1757 |                                                                  |                         |
| Vladarski nazivi                                                          |                                                                  |                         |
| Predhodnik: Mahmud I.                                                     | Sultan Osmanskega cesarstva 13. december 1754 – 30. oktober 1757 | Naslednik: Mustafa III. |
| Sunitski muslimanski nazivi                                               |                                                                  |                         |
| Predhodnik: Mahmud I.                                                     | Kalif Osmanskega kalifata 13. december 1754 – 30. oktober 1757   | Naslednik: Mustafa III. |